# Rhodafra
Rhodafra este un gen de molii din familia Sphingidae. 

## Specii
- Rhodafra marshalli Rothschild & Jordan1903
- Rhodafra opheltes (Cramer, 1780)